# NISHIOKA
NISHIOKA（にしおか、1982年3月13日 - ）は、日本のシンガーソングライター。旧名義かつ本名は西岡 秀記（にしおか ひでき）。2020年より現在の名義に改名して活動している。大阪・西成をルーツに持つ。

## 来歴
大阪市西成区で生まれ育つ。地域の環境や人との関わりが、後の音楽活動に大きな影響を与えている。
10代の頃より音楽制作を開始し、初期はカセットMTRなどを用いた自主録音で楽曲を制作していた。
高校卒業後は音楽活動に専念し、ストリートライブや自主CDの販売を経て、2005年に初のCDリリースを果たす。
2005年にシングル『Last Christmas～With You～』でCDデビュー。2017年4月26日にはシングル『追憶』でキングレコードよりメジャーデビューを果たした。以後、複数の作品をリリースし、ラジオ番組を中心に活動を展開した。
同姓同名の人物との混同が音楽流通や検索の場面で発生していたことから、2020年より名義を「NISHIOKA」に変更した。
名義変更後は、Tune Factoryからの独立リリースを継続。2023年2月18日にはアルバム『ISHIKORO』（全10曲収録）を発表した。
2023年12月1日、アルバム『ISHIKORO』収録曲の『TORIKAGO』がiTunes UK J‑POPデイリーチャートで1位を獲得、12月30日には同収録曲の『Kodoku no hana』が同チャートで1位を獲得した。2025年3月17日には同収録曲の『ISHIKORO』が同チャートで1位を獲得。
2025年5月3日には楽曲「HANAZONO」がiTunes UKシンガーソングライターチャートで5位を記録。5月14日にはSpotify UK Top 50チャートで26位にランクインし、6月6日にはiTunes USシンガーソングライターチャートで3位、同フォーク部門で全米1位を獲得した。
2025年8月1日にリリースしたシングル『GENKI DASEYO』が、iTunes UKシンガーソングライター部門で10位を記録した。
同年8月11日には、米国のニュースメディア『CB Herald』に特集され、かつて日本最大のスラム街と呼ばれた大阪・西成区を拠点に掲げてきた「西成から世界へ」というビジョンを実現した姿が紹介された。

## 人物・エピソード
祖父や武豊の影響もあり、競馬の騎手になるのが夢だった。中学卒業後、競馬学校へ進学したいと考えていたが、親からの反対を恐れて言い出せず、結局流れで「答案に名前を書くだけで入学できる」と評されていた公立高校を受験する。しかし、実際に名前だけ書いて提出したところ、応募数が多かった影響もあり不合格となる。結局、私立の高等専門学校へ進学することとなる。
高専初期、周囲に暴走族がいた影響もあり、グレかける。大正区で暴走族のケンカに巻き込まれ、腰に切り傷を負う。これを機に、暴走族との関わりを断ち切った。

## 音楽性・制作スタイル
Tune Factoryは、NISHIOKAの楽曲について「都会の片隅に咲くような歌」と表現している。
独立レーベル「Tune Factory」の設立以降は、全楽曲の作詞・作曲・編曲を自身で手がけており、プライベートスタジオでの録音・ミックスによるセルフプロデュース体制を基本としている。
演奏はアコースティック・ギター、エレクトリック・ギター、ベース、ドラムパーカッション、キーボード、ボーカルを中心に構成され、シンプルな編成でメッセージ性の強い表現を追求している。

## ディスコグラフィ

### 西岡秀記 名義
- 1stシングル『Last Christmas～With You～』（2005年12月1日）
- 1stアルバム『Forever one day』（2012年12月16日）
- 2ndシングル『不滅の絆』（航空母艦追悼イメージソング／2016年10月25日）[14]
- 3rdシングル『追憶』（2017年4月26日）
- 2ndアルバム『君が人生の刻』（2017年11月1日）
- 3rdアルバム『境界線上の愛の詩』（2017年11月1日）
- 4thアルバム『Treasure』（2018年10月1日）[10]
- 4thシングル『Soul of Turf』（2019年7月1日）

### NISHIOKA 名義
- 1stアルバム『ISHIKORO』（2023年2月18日）
- 1stシングル『HANAZONO』（2025年5月1日）
- 2ndシングル『GENKI DASEYO』（2025年8月1日）

## 出演
- 千里ニュータウンFM放送「北千里アワー」2017年4月
- エフエムあまがさき「モーニングアベニュー」2017年4月
- エフエムひこねコミュニティ放送「ハフモ金曜」2017年4月
- エフエムもりぐち「プロムナード82.4」
- えふえむ草津「佐合井マリ子の Caddy Spoon」2017年5月
- 奈良シティエフエムコミュニケーションズ「ならどっとインフォメーション」2017年6月
- エフエムちゅうおう「11時に夢中」→「西岡秀記の音楽に夢中！」（2017年8月～）[10][15]
- NHK-FM「かんさいミュージックBOX なみはな」2018年1月
- HBCラジオ「藤田伸二の生涯ヤンチャ主義!」2018年12月